# توبوغان

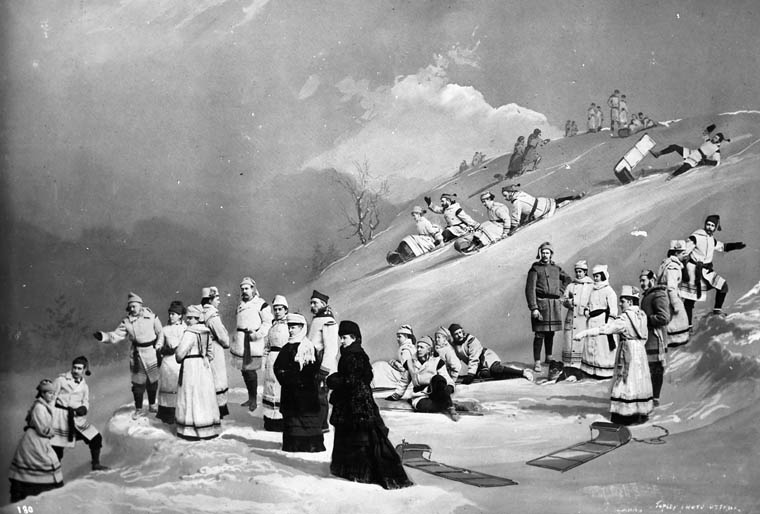
حفلة توبوغان، قاعة رِيدِيُو، صورة مركبة مضاءة من ألبوم ليدي دَفّرِن الشخصي. ج. 1872-1875

تُوبُوغان عبارة عن مزلجة بسيطة بدون حواف معدنية (أو أي موارد الأخير)، يتزحلق بها على الجليد. وهي شكل تقليدي من وسائل النقل المستخدمة من قبل القوم إنُّو والقوم كري في شمال كندا.